# Allah Tantou
Pour plus de détails, voir Fiche technique et Distribution.
Allah Tantou est un long métrage documentaire de 1990 réalisé par le cinéaste guinéen David Achkar,.

## Synopsis
En 1971, Achkar Marof, diplomate guinéen, meurt dans une geôle du dictateur Sékou Touré. Vingt ans plus tard, d'après des lettres écrites en prison, son fils David Achkar, fouille son passé. L'histoire retrace le rappel de Marof Achkar en Guinée, alors qu'il était ambassadeur à l'ONU et qu'il allait devenir haut-commissaire pour le Sud-Ouest africain en 1968. Il est rappelé par son gouvernement pour de nouvelles fonctions. C'est à sa descente d'avion qu'il est arrêté en 1969. Il ne sortira pas vivant du camp Boiro,.

## Fiche technique
- Titre original : Allah tantou[5]
- Titre français : À la grâce de Dieu[6]
- Réalisateur : David Achkar